# Мишел Зинк
Мишел Зинк (на английски: Michelle Zink) е американска писателка, авторка на бестселъри в жанровете трилър, фентъзи и исторически роман.

## Биография и творчество
Мишел Зинк е родена на 30 ноември 1969 г. в САЩ. Израства с мечтата да бъде писателка. След дипломирането си обаче на 29 години вече работи като директор по продажбите и маркетинга на технологична консултантска фирма в Калифорния.
Един ден решава да промени изцяло живота си – продава дома си, напуска работа и се преселва на 3 хиляди мили в малък град в щат Ню Йорк. В следващите 2-3 години отглежда децата си и започва да пише. Вдъхновява се от древните легенди и митове, и от произведенията на Джанет Фитч, Карлос Руис Сафон, Сара Уотърс, Джесика Бърд и Стивън Кинг.
Първият ѝ трилър „Пророчеството на сестрите“ от едноименната поредица е публикуван през 2009 г. Главните герои са сестрите близначки Лия и Алиса Милторп останали на 16 пълни сираци. Над тях тегне древно пророчество от поколение на поколение, и Лия трябва да разбере мистерията и загадъчните белези, за да остане със своя любим. Романът става международен бестселър и я прави световноизвестна.
Мишел Зинк живее със семейството си в преустроена стара плевня в Пайн Буш, щат Ню Йорк.

## Произведения

### Самостоятелни романи
- A Temptation of Angels (2012)
- This Wicked Game (2013)
- Thick as Thieves (2015)
- A Walk in the Sun (2016)
- Siren (2019)

### Серия „Пророчеството на сестрите“ (Prophecy of the Sisters)
1. Prophecy of the Sisters (2009)
Пророчеството на сестрите, изд.: ИК „Колибри“ София (2010), прев. Мария Донева
2. Guardian of the Gate (2010)
Бранителката на Портата, изд.: ИК „Колибри“ София (2010), прев. Мария Донева
3. Circle of Fire (2011)
Огненият кръг, изд.: ИК „Колибри“ София (2012), прев. Мария Донева
4. Lies I Told (2015)
5. Promises I Made (2015)

#### Серия „Пророчеството на сестрите – новели“ (Prophecy of the Sisters Novellas)
1. Whisper of Souls (2012)
2. Mistress of Souls (2012)
3. Rise of Souls (2012)

### Серия „Сенчеста охрана“ (Shadowguard)
1. Temptation's Heat (2012)
2. Temptation's Kiss (2012)
3. Temptation's Fire (2013)

### Разкази
- The Assassin's Apprentice (2010)
- A Ribbon of Blue (2012)